# Durrus
Durrus (irisch Dúras, „schwarze (oder dunkle) Landzunge“) ist ein Ort mit 381 Einwohnern (2022) in der Dunmanus Bay im südwestlichen Gebiet der Grafschaft County Cork in Irland, der als Tourismusort bekannt ist.

## Geografie
Durrus liegt etwa neun Kilometer südwestlich von Bantry an der Mündung des Four Mile Water in Dunmanus Bay. Durch den Ort führt von Norden kommend der Wild Atlantic Way von Bantry kommend Richtung Goleen (An Góilín) und Crookhaven (An Cruachán). Westsüdwestlich von Durrus erstreckt sich die Sheep’s-Head-Halbinsel (Rinn Mhuintir Bháire) und südwestlich die Mizen-Head-Halbinsel.

## Wirtschaft
Die Wirtschaft ist bestimmt durch Tourismus, Milchviehwirtschaft und lokale Dienstleistungen.

## Sehenswürdigkeiten und Aktivitäten
- Zahlreiche Steinkreise finden sich nahe Durrus. Das sind u. a. der Steinkreis von Gorteanish, die Steinreihe von Maulinward, der Steinkreis von Dunbeacon und das Steinpaar von Coolcoulaghta. Ferner gibt es rund um Durrus einige eisenzeitliche Ringfestungen.
- Die St. James’ Church von 1792 ist eine neogotische Hallenkirche der anglikanischen Church of Ireland.
- Die katholische Herz-Jesu-Kirche wurde um 1900 errichtet.
- Im 17. Jahrhundert ließ hier die McCarthy-Familie Cool na Long Castle errichten.

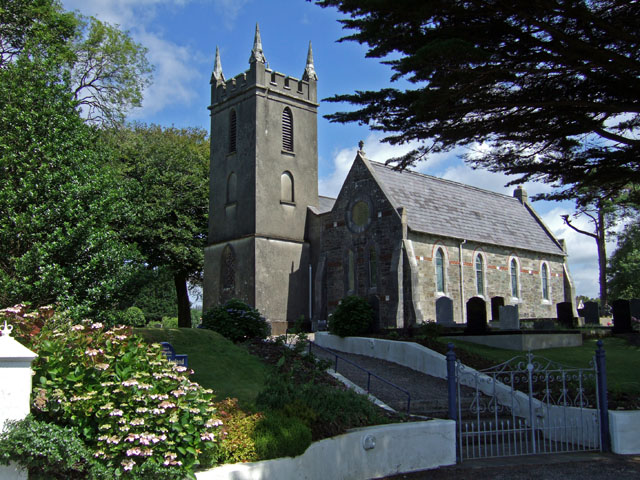
Hallenkirche St. James von Durrus
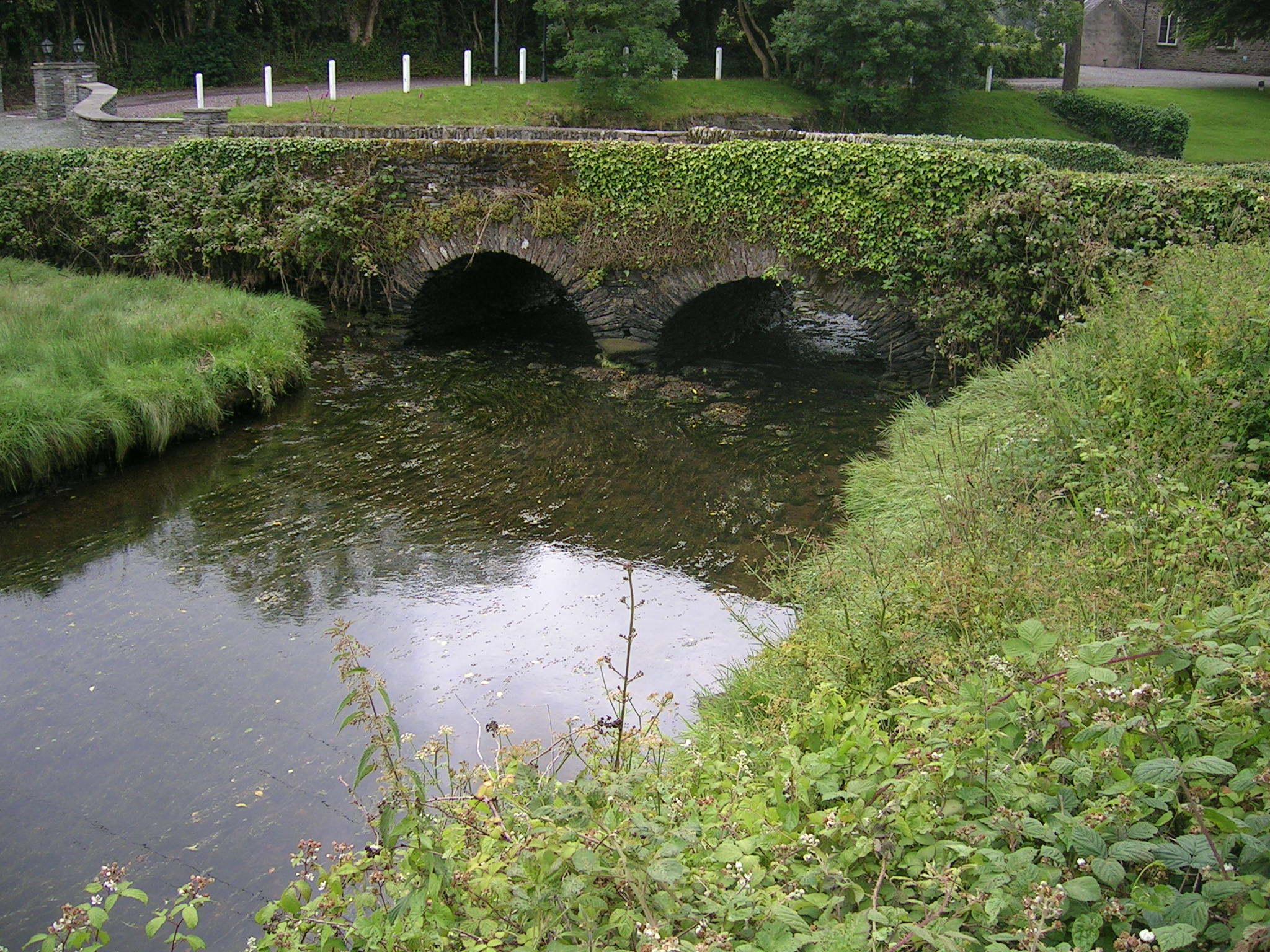
Church Bridge in Durrus
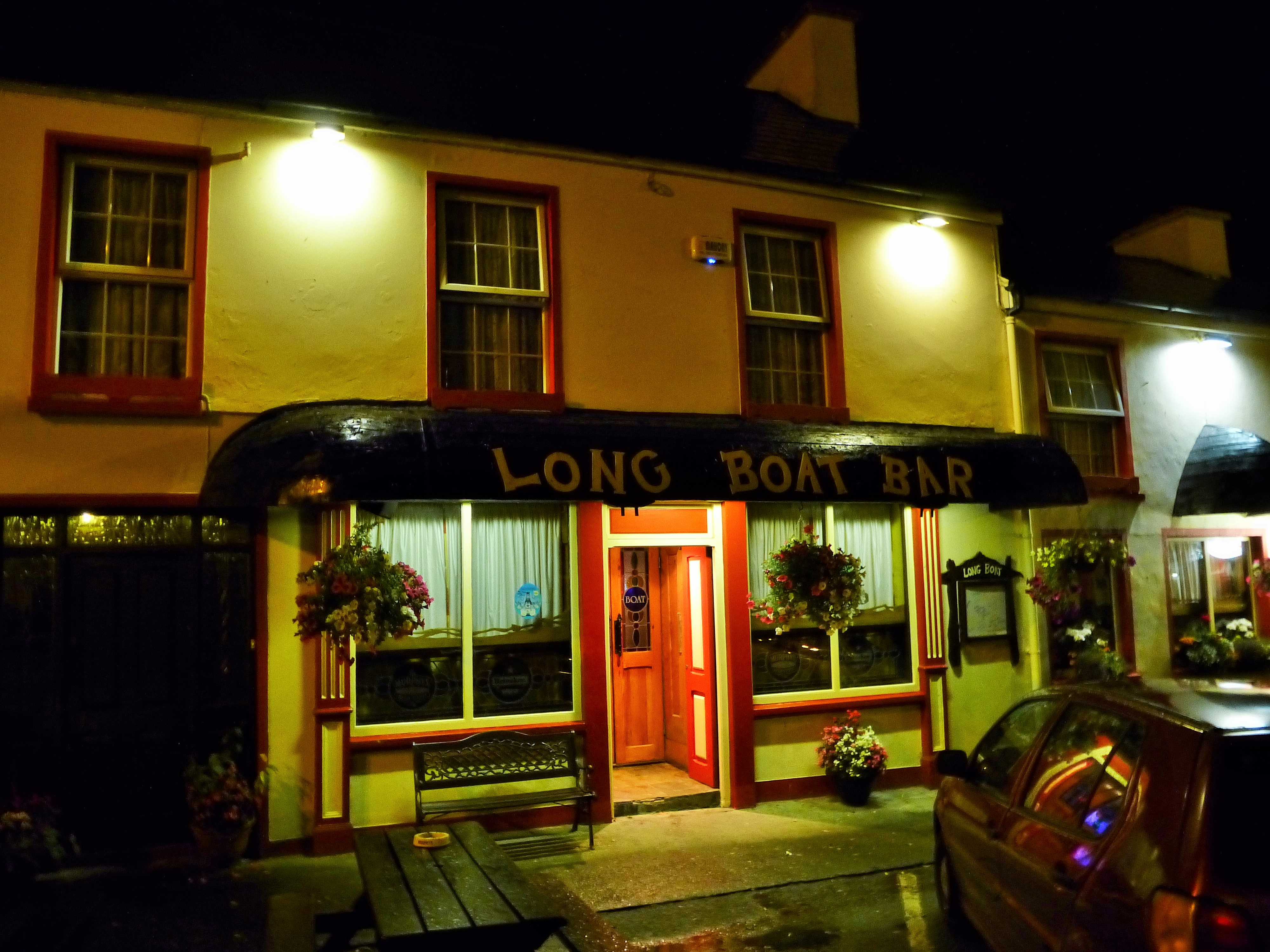
Long Boat Bar
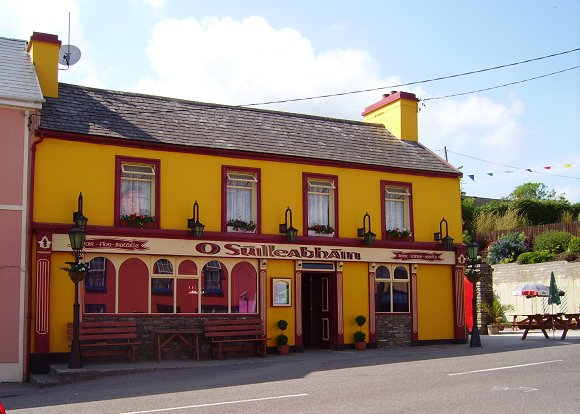
Pub Ó Súilleabháin

## Käse
Der Durrus ist ein irischer Schnittkäse aus unpasteurisierter Kuhmilch. Der Durrus wird in der Käserei „Durrus Farmhouse Cheese“ im benachbarten Townland Coomkeen (Com Caoin), nicht in Durrus selbst hergestellt. Die Laibe sind etwa 1,3 bis 1,5 Kilogramm schwer und die oberste Schicht ist ggf. nach gewisser Reifezeit mit einem Blauschimmel überzogen. Der Käse schmeckt cremig-pfeffrig.

## Persönlichkeiten
- Laura Geraldine Lennox (1883–1958)
- James Gordon Farrell (1935–1979), Schriftsteller, in der Bantry Bay ertrunken, hier begraben
- Fionn Ferreira (* 2001/2002), Erfinder